# Josh White, Jr.
Josh White, Jr. (* 30. November 1940 in New York City; † 28. Dezember 2024 in Rochester, Michigan) war ein US-amerikanischer, sozial engagierter Sänger, Gitarrist und Schauspieler. Sein musikalisches Repertoire umfasste vor allem Folk, Blues und Spirituals.

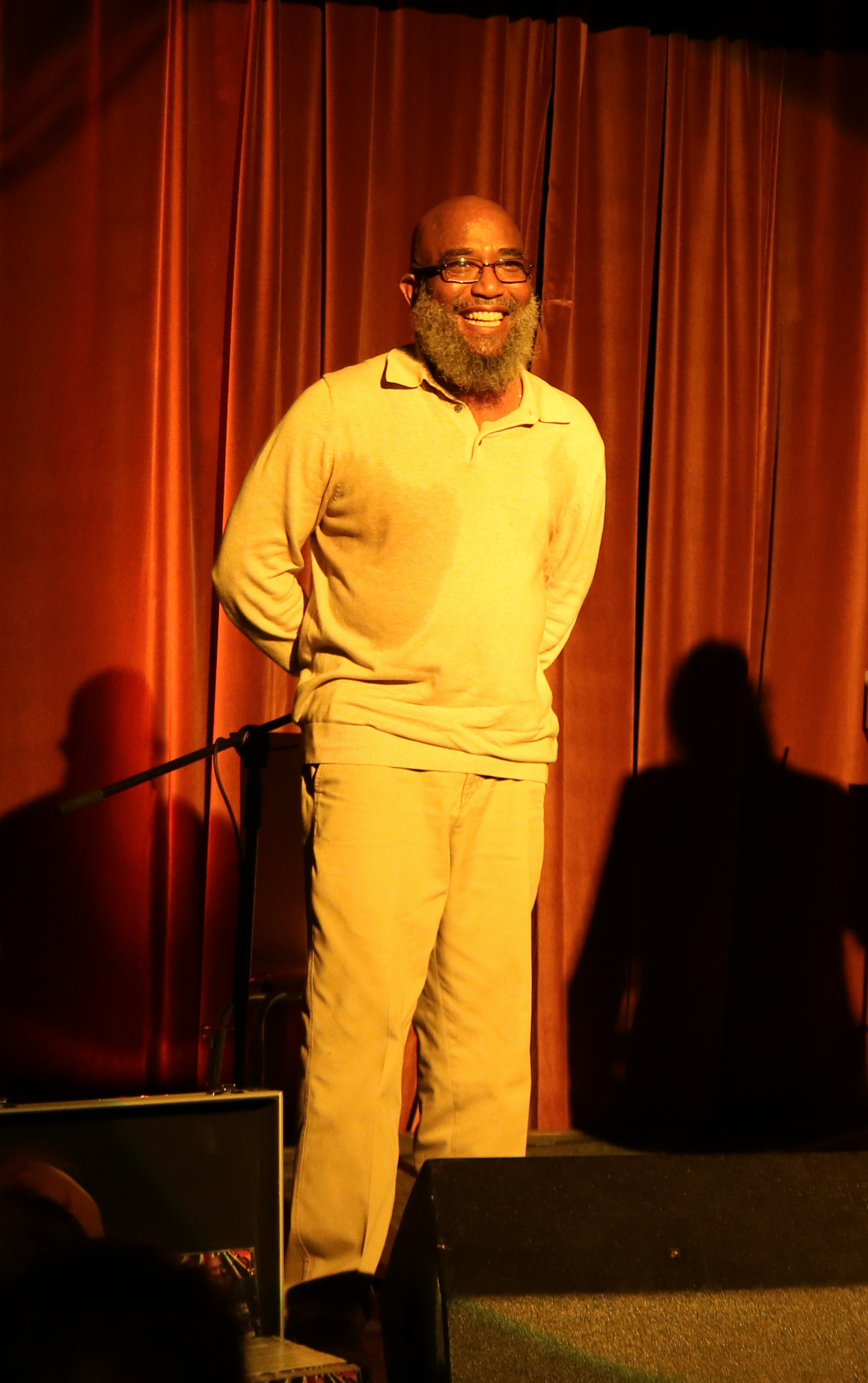
Josh White, Jr. im Oktober 2016

## Leben und Karriere
Josh White, Jr. wurde 1940 als Sohn des gleichnamigen Musikers, Schauspielers und Bürgerrechtlers Josh White (Sr.) in New York City geboren. Seine Taufpaten waren der damalige amerikanische Präsident Franklin D. Roosevelt und dessen Gattin Eleanor, zu denen sein Vater ein enges Verhältnis pflegte, seitdem er 1941 im Weißen Haus aufgetreten war.
Der junge White hatte seinen ersten Bühnenauftritt im Alter von vier Jahren an der Seite seines Vaters im New Yorker Jazzclub Café Society. In den folgenden zwei Jahrzehnten traten die beiden regelmäßig zusammen auf, u. a. als Schauspieler in Broadway-Produktionen. So erhielt White im Jahr 1949 einen Tony Award als bester Kinderdarsteller für seine Rolle in How Long Til Summer? Sein Debüt im Musikgeschäft gab er mit der Single See Saw, die im Jahr 1956 bei Decca erschien und die von Marvin Hamlisch mitgeschrieben worden war. White kannte Hamlisch von der Professional Children's School, wo er u. a. auch mit Mitschülern wie Elliott Gould, Sandra Dee, Leslie Uggams und Christopher Walken zusammentraf. Im Zuge des Folkrevivals Anfang der 1960er Jahre konzentrierte sich White zunehmend auf seine Musikkarriere und hatte im Jahr 1962 einen ersten kleineren Erfolg mit seiner Single Do You Close Your Eyes.
Im Jahr 1983 kehrte White auf die Theaterbühne zurück, um erstmals in einem Musical aufzutreten. Im selben Jahr präsentierte er das erfolgreiche Bühnenstück JOSH: The Man & His Music, das das Leben seines im Jahr 1969 verstorbenen Vaters nacherzählt und das er seitdem – jeweils im Abstand von einigen Jahren – regelmäßig aufgeführt hat.
Das ebenfalls seinem Vater gewidmete Instrumentalalbum Jazz, Ballads und Blues wurde 1987 für einen Grammy nominiert. In den folgenden Jahren veröffentlichte White zahlreiche Alben auf dem Silberwolf-Label, u. a. ein weiteres Tributealbum von 1999 mit dem Titel In Tribute to Josh White: House of Rising Son zu Ehren seines Vaters.

## Diskographie (Auswahl)
- The Josh White Jr. Album (1967, United Artists Records)
- One Step Further (1968, United Artists Records)
- Josh White Jr. (1978, Vanguard Records)
- Jazz, Ballads and Blues (1986, Rykodisc)
- In Tribute to Josh White: House of Rising Son (1999, Silverwolf Records)
- Cortelia Clark (2000, Silverwolf)
- Live (2003, Silverwolf)
- By Request (2009, Silverwolf)
- Tuning For The Blues (2010, Silverwolf)